# (1345) Potomac
(1345) Potomac est un astéroïde de la ceinture principale d'astéroïdes, découvert le 4 février 1908 par Joel Hastings Metcalf à Taunton (Massachusetts). Ses désignations temporaires sont 1908 CG, 1932 CF, 1932 EA, 1932 FB et 1971 DE2. Il tire son nom du fleuve Potomac.